# Les Joueurs de cartes (film)
Pour les articles homonymes, voir Les Joueurs de cartes.
Pour plus de détails, voir Fiche technique et Distribution.
Les Joueurs de cartes (Катала) est un film soviétique réalisé par Sergueï Bodrov et Alexandre Buravski, sorti en 1989,.

## Fiche technique
- Titre français : Les Joueurs de cartes[3] ou Le Joueur de cartes[4]
- Titre original : Катала, Katala
- Réalisation : Sergueï Vladimirovitch Bodrov
- Scénario : Valeri Barakin
- Photographie : Sergeï Taraskin
- Musique : Vladimir Dachkevitch
- Décors : Valentin Poliakov